# Toifilou Maoulida
Toifilou Maoulida (Dzaoudzi, Mayotte, Francia, 8 de junio de 1979) es un futbolista francés, se desempeñó como delantero o extremo. El 8 de junio de 2018, oficialmente pone fin a su carrera profesional. Jugó 652 partidos para 10 clubes diferentes haciendo 163 goles, todos en Francia.

## Clubes
| Club                  | País    | Año         |
| --------------------- | ------- | ----------- |
| Montpellier HSC       | Francia | 1997 - 2001 |
| Stade Rennes          | Francia | 2002 - 2003 |
| FC Metz               | Francia | 2003 - 2004 |
| Stade Rennes          | Francia | 2004 - 2005 |
| AS Mónaco             | Mónaco  | 2005 - 2006 |
| Olympique de Marsella | Francia | 2006 - 2007 |
| AJ Auxerre            | Francia | 2007        |
| RC Lens               | Francia | 2008 - 2011 |
| SC Bastia             | Francia | 2011 - 2014 |
| Nîmes Olympique       | Francia | 2014 - 2016 |
| Tours Football Club   | Francia | 2016 - 2017 |